# Chapelle-mausolée de la reine Louise

La chapelle-mausolée de la reine Louise est située dans l'ensemble architectural de l'église Saints-Pierre-et-Paul d'Ostende.

## Histoire
Le mausolée à proprement parler est créé en 1855 par le sculpteur statuaire néo-classique Charles-Auguste Fraikin et est placé dans le prolongement du sanctuaire de l'ancienne église Saints-Pierre-et-Paul d'Ostende avant son transfert, après l'incendie du premier édifice en 1896, dans la nouvelle église Saints-Pierre-et-Paul d'Ostende, dont les travaux ont duré de 1899 à 1908.
La chapelle-mausolée rend hommage à la première reine des Belges Louise-Marie qui mourut à Ostende le 11 octobre 1850. Le cénotaphe est demeuré intact en dépit de l'incendie du 14 août 1896. Il représente la reine à demi-étendue sur une couche d'étoffes précieuses et de fleurs. Son diadème tombe, tandis qu'un ange, allégorie de la Belgique, lui pose une couronne sur la tête. Au premier plan, la ville d'Ostende, les mains jointes, garde la défunte.